# سبب الحب مع انتقادات الماء والنبيذ
سبب الحب مع انتقادات الماء والنبيذ' (Razón de amor con los denuestos del agua y del vino)، والمعروفة أيضًا بأسماء حجة الحب (Razón de amor) وسبب مكتمل عن الحب ( Razón feita d'amor) , وقيلولة أبريل (Siesta de abril)، هي قصيدة تعود إلى أوائل القرن الثالث عشر (حوالي عام 1205)، وُقِّعت باسم لوبه دي موروس، الذي قد يكون مجرد ناسخ للنص وليس مؤلفه الحقيقي. تندرج هذه القصيدة ضمن الشعر الكهنوتي المرتبط بـالتيار الجولياردي.

## المؤلف واللغة
اكتشف النص عام 1887 من قبل المستعرب الفرنسي موريل-فاتيو أثناء تحضيره لنشر المخطوطة اللاتينية رقم 3576 (الأوراق 124r-126r) المحفوظة في المكتبة الوطنية الفرنسية. وقد وُقِّع باسم لوبوس دي موروس، الذي يصرّح حرفيًا في الأبيات الثلاثة الأخيرة باللاتينية بأنه المؤلف. مع ذلك، تظل حياته وأصله مجهولين؛ لا توجد نصوص أخرى تدعّم وجوده، وقد يكون في الواقع مجرد ناسخ وليس مؤلفًا للنص،ولهذا تُصنّف بعض النسخ من القصيدة على أنها مجهولة المؤلف.
تُعتبر القصيدة مكتوبة بـالرومانث القشتالي، لكن مينينديث بيدال وصفها بأنها مكتوبة بـالأراغونية، حيث أن اسم عائلة المؤلف يشير إلى بلدة صغيرة جنوب سرقسطة تُدعى موروس.اتجاه بحثي ثالث يرى أنها مكتوبة بلغة كوينية أو لغة تواصل مشتركة يغلب عليها القشتالي، لكنها تمزج بين عناصر من:الأراغونية وبعض السمات المستعربة المحتملة ومفردات من البرتغالية مثل «feyta», «dereyta», «meu», «fillo» كما تُظهر القصيدة تذبذبًا لغويًا في بعض الكلمات، مثل «fuente», «funte» y «fuent».

## البنية
تتكوّن القصيدة من 146 سطرًا و264 بيتًا شعريًا، وتنقسم إلى جزأين مختلفين من حيث الموضوع. ورغم أن هذين الجزأين قد يكونان مستندين إلى قصتين منفصلتين سابقًا، إلا أن القصيدة تظهر وحدة في الأسلوب، خصوصًا من حيث استخدام الفكاهة، على الرغم من الانتقال الحاد بين القسمين. وقد يكون هدفها رجال الدين ومعاناتهم من الامتناع، أو ربما تُشير إلى هذه المعاناة أمام جمهور شعبي.الجزء الأول يتناول موضوعًا يمكن تسميته بحق حجة حب، حيث يظهر لقاء عاطفي. والجزء الثاني يتضمّن مناظرة بين الماء والنبيذ، وهي التي عُرفت لاحقًا باسم شتائم الماء والنبيذ.

### الجزء الأول: حجة حب
تبدأ القصيدة بأسلوب السرد بضمير المتكلم، حيث يقدّم الراوي نفسه على أنه مثقف، ويروي أنه بينما كان ينام القيلولة في بستان هادئ من أشجار التفاح (يُشار إليها لاحقًا بأنها رمان، أي مشهد مثالي أو locus amoenus)، رأى كأسًا من النبيذ وآخر من الماء، وضعتهما سيدة لتُكرم بهما حبيبها. يشرب البطل من كأس الماء، الذي يملك خصائص سحرية. تظهر بعدها صبية تغني أحزان الحب. الأغاني التي تؤديها تشبه الشعر الشعبي التقليدي مثل الخَرْشَات، الفيّلانثيكوس، وأناشيد الصديقات (cantigas de amigo). يتعرّف العاشقان على بعضهما من خلال رموز حب، وهو عنصر شائع في أدب الحب العفيف. يحدث اللقاء العاطفي، يليه الفراق عند الفجر تظهر حمامة في النهاية وتقوم بسكب الماء في كأس النبيذ.
تجمع هذه العناصر بين سمات من الشعر الشفهي الشعبي من شعر الحب العفيف المثقف ذو الأصل البروفنسالي وأنماط شعرية مثل الألبا، المايا، والراعية (بستورلا)

### الجزء الثاني: شتائم الماء والنبيذ
الجزء الثاني يرتبط بـالشعر الجدلي في العصور الوسطى، حيث ويدور نقاش مباشر بين الماء والنبيذ وكل طرف يُقدّم حججًا لإثبات تفوّقه وحجج كل طرف. النبيذ يدّعي النبل لأنه يتحوّل في القربان إلى دم المسيح. الماء يدافع عن الطهارة لأنه يُستخدم في المعمودية ويُبارَك عليه وهذا النقاش ذو طابع ديني رمزي، ويُظهر صلة القصيدة بـشعر رجال الدين (mester de clerecía)، الذي يجمع بين اللغة الأدبية والرسالة التعليمية الدينية.
تنتهي القصيدة بظهور الراوي الذي يطلب كأسًا من النبيذ كجائزة، وهو ما يربطها بأسلوب شعر المهرجين أو الجوّالين (juglares)، حيث يُخاطب الراوي الجمهور مباشرة ويطلب مكافأة بسيطة (مثل كأس أو قطعة نقدية) ويُظهر ذلك تداخلًا بين الشعر المثقّف والشعر الشعبي
| أُنهي حجتي هنا ويأمر أن يُعطى لنا النبيذ. |

التي تليها الخاتمة، المكتوبة باللاتينية:
| من كتبني، فليكتب، وليشرب دائمًا مع الرب. أنا، لوبوس من موروس، ألفتني. |

تبرير هذا الجزء وصلته بالجزء الأول استند إلى تفسيرات رمزية، حيث يُمثّل الماء الحب الطاهر، والنبيذ الحب الحسي. خلط الاثنين الذي تقوم به الحمامة يُعد المزيج المتوازن بينهما. أي الجمع بين العفة والشهوة، بحسب أورورا إيخيدو.

## الشعر الجولياردي والبستوريلة الأوكسيتانية
الحسية والتمتع باللذات الجسدية أمر نادر في الأدب القشتالي. ومن السمات المميزة أيضًا الطابع الجولياردي الذي قد يظهر في الموضوع الجنسي، والسرد الذاتي، وطلب النبيذ من الجمهور بأسلوب الجوّالين. في هذا السياق، ترتبط هذه القصيدة بالشعر المدرسي الموجود في النصوص اللاتينية المنسوخة في القرنين الحادي عشر والثاني عشر في دير ريبّوي. ويدعم هذا الارتباط تصريح البطل بأنه درس في ألمانيا وفرنسا ولومبارديا.(Cfr. vv. 5-10):
| نظمها تلميذ كان دائمًا يُحبّ السيدات؛ لكنه تربّى دائمًا في ألمانيا وفرنسا، وأقام طويلًا في لومبارديا ليتعلّم الأدب الرفيع. |

كل هذه الخصائص تجعل القصيدة أقرب إلى الشعر العربي أو الفرنسي في ذلك الوقت، أكثر منها إلى الشعر القشتالي، الذي لا توجد له نصوص مكتوبة محفوظة من ذلك القرن.
القصيدة، بسبب ارتباطها بـالبستوريلة البروفنسالية في بدايتها (حيث كانت البستوريلة الغنائية تُقدَّم بصيغة ذاتية)، تُعد حالة نادرة في الأدب الإسباني الوسيط، ويُحتمل أن يكون ذلك بسبب العلاقة الوثيقة بين الأدب المنتج في تاج أراغون وأوكسيتانيا الفرنسية.

## الوزن الشعري
الوزن الشعري في القصيدة يشبه وزن قصائد أراغونية أخرى من نفس الفترة، مثل "كتاب طفولة وموت يسوع" و"حياة القديسة ماريا المصري"، والتي تعتمد على نماذج قريبة من الوزن الأوكسيتاني أكثر من وزن "mester de clerecía" القشتالي. من هذه النماذج استخدام الأبيات الزوجية غير المتساوية في عدد المقاطع (dísticos anisosilábicos)، وهي شائعة في الشعر البروفنسالي والإيطالي في تلك الفترة.
رغم أن المؤلف يتفاخر بكمال الصياغة وجودة الوزن في القصيدة، كما ورد في البيتين: «Odrá razón acabada, / feita d'amor e bien rimada» (الأبيات 3-4) — واللذان اقتُبس منهما أحد عناوين النص — إلا أن القصيدة تعاني من غياب الوحدة بين جزأيها، والانتقال بينهما غير مرضٍ. من الناحية التقنية، تحتوي القصيدة أيضًا على أخطاء، مثل: عدم انتظام عدد المقاطع في الأبيات وتنوّع غير متوازن بين القافية التامة والناقصة واختلال في تركيب الأبيات الزوجية، حيث يظهر بعضها في مجموعات من ثلاثة أبيات.

## الشعر الغولياردي
الشعر الغولياردي
فرقة التونا الموسيقية

## قائمة المصادر
- PÉREZ LASHERAS, Antonio, La literatura del reino de Aragón hasta el siglo XVI, Zaragoza, Ibercaja-Institución Fernando el Católico (Biblioteca Aragonesa de Cultura, 15), 2003, pp. 108-112. ISBN 84-8324-149-8

## روابط خارجية
- Wikisource contiene el texto del poema Razón de amor con los denuestos del agua y del vino.
- Ynduráin, Domingo (1978). «La literatura española en el siglo XIII» (Cuadernos Historia, 16, Año III, Nº 25, mayo de 1978 edición). Madrid, (España): Información y Revistas. ISSN 0210-6353. Consultado el 16 de febrero de 2007.